# IC 1278
IC 1278 је група звијезда у сазвјежђу Херкул која се налази на листи објеката дубоког неба у Индекс каталогу.
Деклинација објекта је + 31° 8' 59" а ректасцензија 18h 10m 41,9s.